# Думень
Думень (рум. Dumeni) — село в Рышканском районе Молдавии. Наряду с селом Новая Дуруитоаря входит в состав коммуны Новая Дуруитоаря.

## География
Село расположено на высоте 100 метров над уровнем моря.

## Население
По данным переписи населения 2004 года, в селе Думень проживает 216 человек (110 мужчин, 106 женщин).
Этнический состав села:
| Национальность | Число жителей | Процентный состав |
| -------------- | ------------- | ----------------- |
| молдаване      | 200           | 92.59             |
| украинцы       | 11            | 5.09              |
| русские        | 5             | 2.31              |
| Всего          | 216           | 100%              |